# B liga NSO Zadar 1976./77.
B liga Nogometnog saveza općine Zadar, također i kao 'Općinska "B" nogometna liga Zadar, B skupina Zadarskog nogometnog saveza je predstavljala drugi stupanj općinske nogometne lige u organizaciji NSO Zadar, te ligu šestog stupnja nogometnog prvenstva Jugoslavije u sezoni 1976./77. 
 Sudjelovalo je 12 klubova, a prvak lige je bio "Dalmatinac" iz Crnog. 

## Ljestvica
| mj. | klub                     | ut. | pob. | ner. | por. | gol+ | gol- | bod |
| --- | ------------------------ | --- | ---- | ---- | ---- | ---- | ---- | --- |
| 1.  | Dalmatinac Crno          | 22  | 17   | 3    | 2    | 75   | 20   | 37  |
| 2.  | Ciglar Nin               | 22  | 15   | 5    | 2    | 50   | 25   | 35  |
| 3.  | Jedinstvo Islam Grčki    | 22  | 10   | 9    | 3    | 43   | 34   | 29  |
| 4.  | Puntamika Zadar          | 22  | 13   | 2    | 7    | 66   | 38   | 28  |
| 5.  | Galovac                  | 22  | 11   | 2    | 9    | 51   | 48   | 24  |
| 6.  | Nova Zora Filipjakov     | 21  | 9    | 3    | 9    | 38   | 33   | 21  |
| 7.  | Raštane (Gornje Raštane) | 22  | 8    | 4    | 10   | 41   | 51   | 20  |
| 8.  | Croatia Turanj           | 22  | 6    | 4    | 12   | 30   | 53   | 16  |
| 9.  | Borac Smilčić            | 21  | 5    | 4    | 12   | 41   | 57   | 14  |
| 10. | Jedinstvo Benkovac       | 21  | 6    | 2    | 13   | 40   | 68   | 14  |
| 11. | Putnik Debeljak          | 22  | 3    | 4    | 15   | 36   | 57   | 11  |
| 12. | Kotarac Zemunik Gornji   | 21  | 3    | 5    | 13   | 27   | 55   | 11  |

- ljestvica bez dvije utakmice
- Filipjakov – tadašnji naziv za Sveti Filip i Jakov

### Rezultatska križaljka
| kratica | klub                     | BOR | CIG | CRO | DAL | GAL | JEDB | JEDIG | KOT | NOVZ | PUN | PUT | RAŠ |
| --- | ------------------------ | --- | --- | --- | --- | --- | ---- | ----- | --- | ---- | --- | --- | --- |
| BOR | Borac Smilčić            |     | 1:1 |     |     | 0:3 |      |       |     |      |     |     | 3:1 |
| CIG | Ciglar Nin               |     |     |     | 0:0 |     |      |       |     |      |     |     | 2:0 |
| CRO | Croatia Turanj           |     |     |     |     |     |      |       |     |      | 1:5 |     | 2:2 |
| DAL | Dalmatinac Crno          |     |     |     |     |     |      |       |     |      | 4:2 |     | 6:0 |
| GAL | Galovac                  |     |     | 5:1 |     |     |      |       |     |      |     |     | 1:0 |
| JEDB | Jedinstvo Benkovac       |     |     |     |     |     |      |       |     | 1:2  |     |     | 3:3 |
| JEDIG | Jedinstvo Islam Grčki    |     |     |     |     |     |      |       |     | 3:0  |     |     | 3:2 |
| KOT | Kotarac Zemunik Gornji   |     |     | 2:2 |     | 1:2 |      |       |     |      |     |     | 1:1 |
| NOVZ | Nova Zora Filipjakov     |     | 6:0 |     |     |     |      |       |     |      |     |     | 1:2 |
| PUN | Puntamika Zadar          |     |     |     |     |     |      | 2:2   |     |      |     |     | 1:0 |
| PUT | Putnik Debeljak          |     |     |     |     |     |      |       | 3:4 |      |     |     | 4:0 |
| RAŠ | Raštane (Gornje Raštane) | 5:3 | 2:3 | 2:1 | 0:3 | 1:0 | 5:2  | 0:0   | 5:3 | 2:1  | 3:4 | 2:0 |     |
| |                          |     |     |     |     |     |      |       |     |      |     |     |     |
| podebljan rezultat - utakmice od 1. do 11. kola (1. utakmica između klubova) rezultat normalne debljine - utakmice od 12. do 22. kola (2. utakmica između klubova) rezultat nakošen - nije vidljiv redoslijed odigravanja međusobnih utakmica iz dostupnih izvora rezultat nakošen i smanjen * - iz dostupnih izvora nije uočljiv domaćin susreta prekrižen rezultat - poništena ili brisana utakmica p - utakmica prekinuta 3:0 p.f. / 0:3 p.f. - rezultat 3:0 bez borbe n.i. - utakmica nije igrana |                          |     |     |     |     |     |      |       |     |      |     |     |     |

 Izvori:

## Unutrašnje poveznice
- A liga NSO Zadar 1976./77.